# Poświętne (gmina, Łódź)
Pour les articles homonymes, voir Poświętne.
Poświętne est une gmina (commune) rurale (gmina wiejska) du powiat d'Opoczno, dans la Voïvodie de Łódź, dans le centre de la Pologne.
Son siège administratif (chef-lieu) est le village de Poświętne, qui se situe environ 18 kilomètres (km) au nord d'Opoczno (siège du powiat) et 69 kilomètres au sud-est de la capitale régionale Łódź (capitale de la voïvodie).
La gmina couvre une superficie de 140,87 km2 pour une population de 3 318 habitants en 2006.

## Géographie
La gmina inclut les villages et localités de :
- Anielin
- Brudzewice
- Brudzewice-Kolonia
- Buczek
- Dęba
- Dęborzeczka
- Fryszerka
- Gapinin
- Gapinin-Kolonia
- Kozłowiec
- Małoszyce
- Mysiakowiec
- Ponikła
- Poręby
- Poświętne
- Stefanów
- Studzianna
- Wólka Kuligowska

### Gminy voisines
La gmina de Poświętne est voisine des gminy suivantes :
- Drzewica
- Inowłódz
- Odrzywół
- Opoczno
- Rzeczyca

## Administration
De 1975 à 1998, le village était attaché administrativement à l'ancienne voïvodie de Piotrków.

Depuis 1999, il fait partie de la nouvelle voïvodie de Łódź.

## Structure du terrain
D'après les données de 2007, la superficie de la commune de Poświętne est de 140,87 kilomètres carrés, répartis comme telle :
- terres agricoles : 38 %
- forêts : 57 %

La commune représente 13,54 % de la superficie du powiat.

## Démographie
Données du 31 décembre 2007 :
| Description        | Total  | Total | Femmes | Femmes | Hommes | Hommes |
| ------------------ | ------ | ----- | ------ | ------ | ------ | ------ |
| Unité              | Nombre | %     | Nombre | %      | Nombre | %      |
| Population         | 3 273  | 100   | 1 608  | 49,1   | 1 665  | 50,9   |
| Densité (hab./km²) | 23     | 23    | 11     | 11     | 12     | 12     |